# Övre Storidan
Övre Storidan är en sjö i Älvsbyns kommun i Norrbotten och ingår i Piteälvens huvudavrinningsområde. Sjön har en area på 0,08 kvadratkilometer och ligger 66,3 meter över havet. Övre Storidan ligger i Piteälven Natura 2000-område. Sjön avvattnas av vattendraget Varjisån.

## Delavrinningsområde
Övre Storidan ingår i det delavrinningsområde (731703-170681) som SMHI kallar för Vid mätstation Idafors. Medelhöjden är 146 meter över havet och ytan är 9,65 kvadratkilometer. Räknas de 114 avrinningsområdena uppströms in blir den ackumulerade arean 1 907,49 kvadratkilometer. Varjisån som avvattnar avrinningsområdet har biflödesordning 2, vilket innebär att vattnet flödar genom totalt 2 vattendrag innan det når havet efter 90 kilometer. Avrinningsområdet består mestadels av skog (67 procent). Avrinningsområdet har 0,08 kvadratkilometer vattenytor vilket ger det en sjöprocent på 0,8 procent.